# 丙螺氯铵
丙螺氯铵是一种具有细胞抑制（烷基化）和抗炎特性的药物，被用于研究治疗类风湿性关节炎。它和二乙基二硫代氨基甲酸钠反应，转化为衍生物后，可以通过高效毛细电泳定量分析。